# Alma de bohemio (tango)
 Alma de bohemio  es un tango estrenado en 1914 cuya letra pertenece a Juan A. Caruso en tanto que la música es de Roberto Firpo. 

## Los autores
Roberto Firpo (Las Flores, 13 de mayo de 1884 - Buenos Aires, 14 de junio de 1969) fue un pianista, director de orquesta y compositor argentino, destacado como músico de tango. Fue uno de los primeros músicos en hacer evolucionar el tango desde sus formas primitivas y quien impuso el piano en la orquesta típica tanguera.
Juan Andrés Caruso (La Plata, provincia de Buenos Aires Argentina, 20 de septiembre de 1890 – Buenos Aires, íd., 1 de marzo de 1931 ) fue un periodista, letrista de tango y comediógrafo  con una obra vinculada al tango. Estuvo casado con la actriz Elvira Quiroga desde 1921.

## Origen del tango
En 1914 el actor y autor Florencio Parravicini llamó a Roberto Firpo, del que era amigo, para que actuara como pianista en un pasaje musical de su obra teatral Alma de bohemio, en la que pretendía pintar sus aventuras de bohemio, por lo cual Firpo compuso un tango que tituló con el mismo nombre de la obra, que estrenó en la misma con un gran suceso entre los espectadores y lo editó como “tango de concierto”. 

## La letra
Las primeras estrofas de la letra son:

Peregrino y soñador, 
cantar
quiero mi fantasía
y la loca poesía
que hay en mi corazón,
y lleno de amor y de alegría,
volcaré mi canción.

La letra fue creada por Caruso una década después que el tango fuera estrenado como instrumental y, según García Jiménez, es un remedo del poema La canción del bohemio de Felipe Sassone.

## Valoración
Dice García Jiménez que Alma de bohemio fue el tango más exitoso de Firpo; para Del Priore y Amuchástegui la pieza tiene cierto refinamiento musical para su época y

"es una marca indudable de la vanguardia creativa. Por la originalidad de su estructura melódica y por la compleja densidad de su música, que nos preanuncia la aparición del tango más elaborado, del tango moderno."

Contó Alberto Podestá que cuando cantaba en la orquesta de Carlos Di Sarli, este tango solía estar a cargo de Roberto Rufino, el otro cantor, quien lo interpretaba tal como había sido escrito. Al irse Rufino, el director le indicó al cantarlo se quedara todo lo que pudiera. Con este efecto el tango no resultaba bailable, por lo cual lo ejecutaban al cierre, cuando la gente se acercaba al palco para escuchar, y –siguió diciendo Rufino- cada vez se quedaba más y cada vez gustaba más.

## Grabaciones
Entre las muchas grabaciones de este tango se encuentran las siguientes:
- Canta Teófilo Ibáñez con la orquesta de Rodolfo Biagi del 24 de marzo de 1939 para Odeon.
- Canta Alberto Podestá con la orquesta de Pedro Laurenz del 15 de julio de 1943 para Odeon.
- Canta Alberto Podestá con la orquesta  Francini-Pontier del 13 de noviembre de 1946 para RCA Victor.
- Canta Osvaldo Ribó con la orquesta de Ricardo Tanturi del 2 de abril de 1947 para RCA Victor.
- Canta Tino García con la orquesta de Ángel D'Agostino del 10 de junio de 1947 para RCA Victor.
- Instrumental por la orquesta de Osvaldo Pugliese del 10 de diciembre de 1958.
- Canta Nelly Vázquez con la orquesta de Aníbal Troilo del 10 de diciembre de 1965 para RCA Victor.
- Canta Lucho Gatica con la orquesta de Miguel Caló para Odeon (Chile)
- Canta Ada Falcón con la orquesta de Francisco Canaro
- Canta Ignacio Corsini
- Canta Alberto Gómez en la película Tango  (1933)
- Instrumental por la orquesta de Alfredo De Angelis para Microfon.